# Königinblume

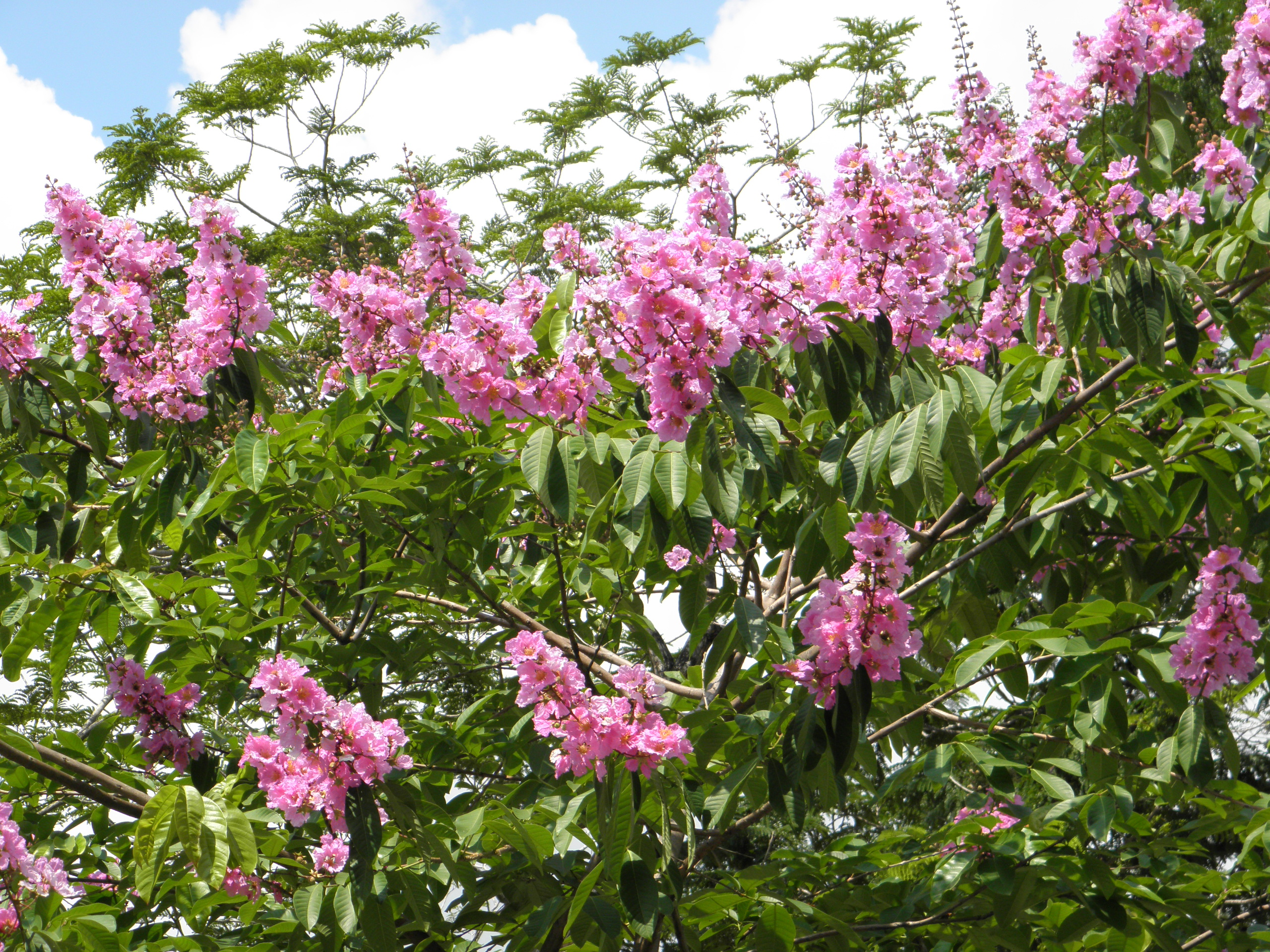
Blüten und Blätter

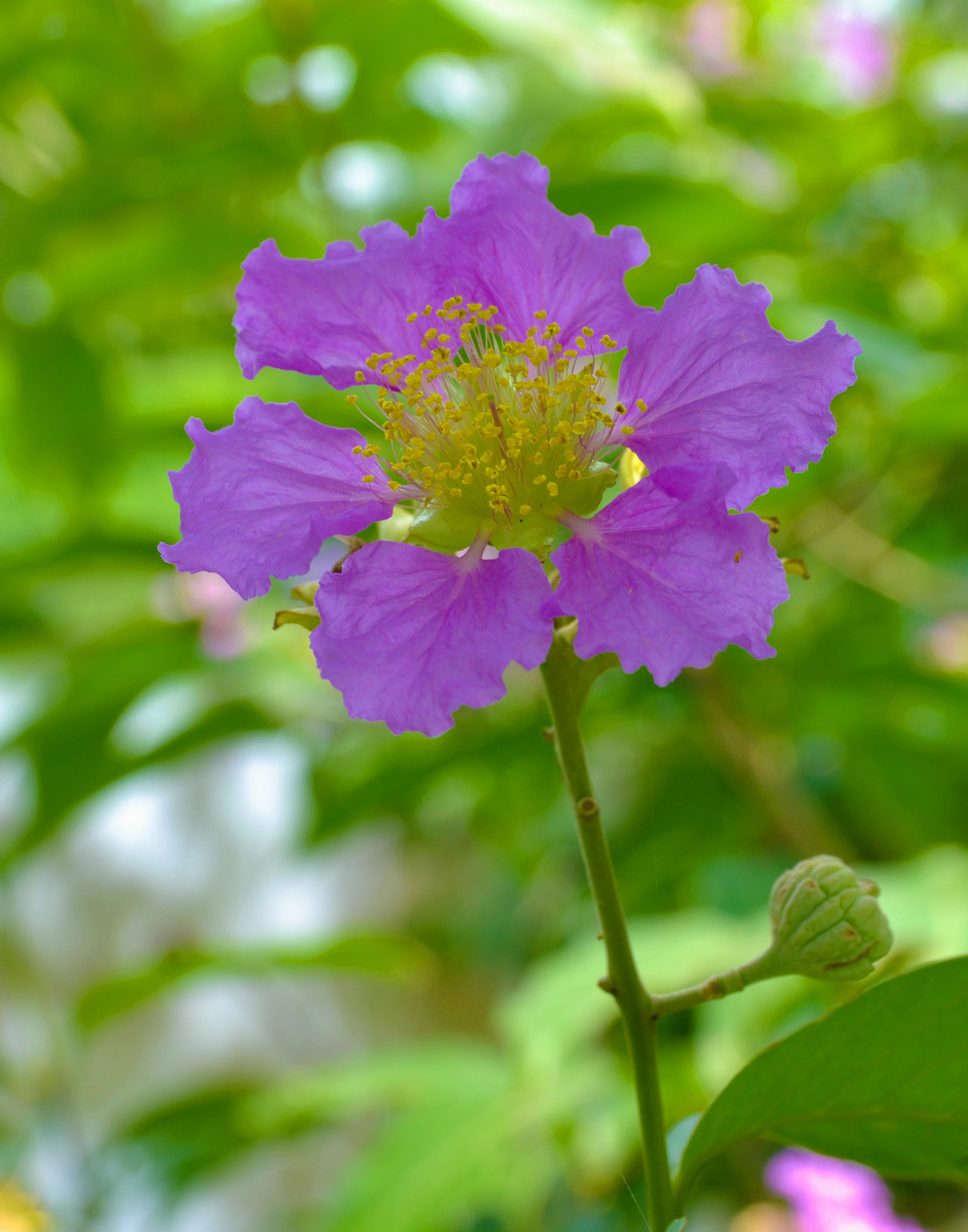
Blüte

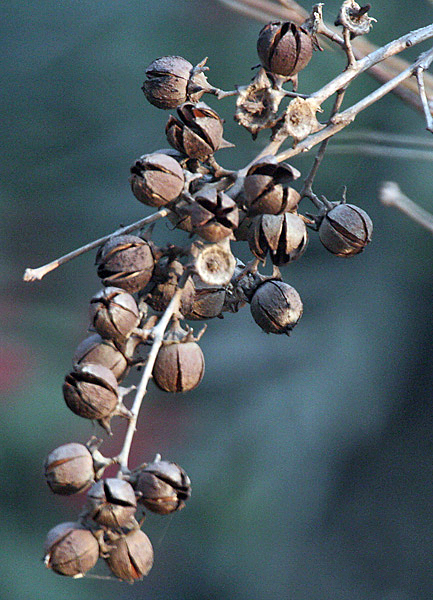
Samenkapseln

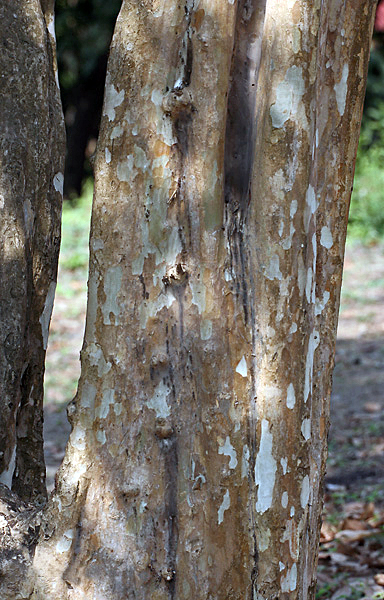
Borke

Die Königinblume (Lagerstroemia speciosa) ist eine Pflanzenart aus der Gattung der Lagerströmien. Das natürliche Verbreitungsgebiet des laubabwerfenden Baums sind die tropischen Feuchtgebiete West- und Südindiens und anderer Teile Asiens. Sie ist auch unter dem Namen Banaba bzw. Banabá bekannt.

## Beschreibung

### Vegetative Merkmale
Lagerstroemia speciosa ist ein meist laubabwerfender Baum. Das Erscheinungsbild wird erheblich vom Standort beeinflusst. An Flussläufen und auf grundwassernahen Böden wachsen bis über 25 Meter hohe, geradstämmige Bäume. In trockenen Gebieten außerhalb des natürlichen Areals werden sie 10 (bis selten 15) Meter hoch, meist mit krummem Stamm und runder Krone. Der Stammdurchmesser erreicht über 60 (bis 150) Zentimeter. Die bräunliche bis gräuliche, relativ glatte Borke ist in Flicken oder Streifen abblätternd.
Die Laubblätter sind gegen- bis wechselständig angeordnet. Die eiförmige bis elliptische oder lanzettliche bis längliche, ganzrandige, ledrige Blattspreite ist kahl, 12 bis 22 Zentimeter lang und 3,5 bis 8 Zentimeter breit. Sie ist spitz bis zugespitzt oder bespitzt und an der Basis abgerundet. Die Stiele sind dicklich, meist gekrümmt und 6 bis 12 Millimeter lang. Die Nervatur ist wechselnd gefiedert. Austreibende Blätter sind rötlich, später grün, die Unterseite von einem helleren grün als die Oberseite. Die Art verliert im Februar und März die alten, dann rötlichbraun verfärbten Blätter, ist aber selten vollkommen kahl. Die frischen Blätter erscheinen ab April bis in den Mai. Es können kleine Nebenblätter vorhanden sein.

### Generative Merkmale
Von Mai bis Oktober treten in 15 bis 38 Zentimeter langen, achsel- oder endständigen und kurzhaarigen, rispigen Blütenständen zahlreiche Blüten auf. Die Blütenfarbe verschiedener Bäume kann zwischen purpurrot, malvenfarben und rosa variieren. Die kurz gestielten, zwittrigen, meist sechszähligen Blüten mit doppelter Blütenhülle, weisen Durchmesser von 5 bis 7,5 Zentimetern und eine Länge von 3 Zentimetern auf. Der außen kurz rostig behaarte, rippige und grüne Blütenbecher ist becherförmig mit kleinen, dreieckigen, ausladenden Kelchzipfeln. Die sechs knittrigen, genagelten Kronblätter haben eine rundliche Platte mit gekerbtem Rand. Die zahlreichen, meist weißen oder teils auch rötlichen bis purpurnen, gleich gestalteten Staubblätter sind 1,8 Zentimeter lang, der mittelständige, kahle Fruchtknoten ist fünf- bis sechsfächerig. Der schlanke, rötliche Griffel ist 2,5 Zentimeter lang, die kopfige Narbe ist grün.
Die 1,2 bis 2 Zentimeter langen und bis 0,9–1,8 Zentimeter breiten, verholzten und bespitzten, lokulizidalen, eiförmigen bis rundlichen und bräunlichen Kapselfrüchte mit beständigem Blütenboden und Kelch sowie Griffelresten an der Spitze, sind grau- bis schwarzbraun und öffnen sich mit oft sechs Klappen. Sie reifen zwischen November und Jänner. Die einseitig geflügelten Samen sind braun-hellbraun und haben eine Länge von bis 0,8 Zentimeter inkl. Flügel, die Tausendkornmasse beträgt etwa 5–7 Gramm. Lagerstroemia speciosa keimt epigäisch, an natürlichen Standorten zu Beginn der Regenzeit.
Die Chromosomenzahl beträgt 2n = 48.

## Verbreitung
Die Heimat von Lagerstroemia speciosa sind die tropischen Feuchtgebiete West- und Südindiens, außerdem Assam, Burma, Landesteile von Sri Lanka und große Teile der Malaiischen Halbinsel. Weitere natürliche Vorkommen gibt es in Südchina, auf den Philippinen und in Nordaustralien. Auf den Westindischen Inseln, in Mittel- und Südamerika wird sie als Straßen- und Parkbaum eingesetzt.
In ihrem natürlichen Areal liegen die Maximaltemperaturen bei 35 °C bis 43 °C, Minimaltemperaturen bei 2 °C bis 18 °C. Die Jahresniederschlagsmenge variiert von 1500 bis 4500 Millimeter. Sie wächst an Feuchtstandorten und an Flussläufen, optimal auf nährstoffreichen, tiefgründigen, lehmigen Schwemmböden.

## Taxonomie
Synonyme für Lagerstroemia speciosa (L.) Pers., sind z. B. Lagerstroemia flos-reginae Retz., Lagerstroemia munchausia Willd., Lagerstroemia plicifolia Stokes, Lagerstroemia reginae Roxb., Adambea glabra Lam. u. a. und das Basionym Munchausia speciosa L.

## Nutzung
Die Art liefert in Indien, Indonesien und Burma Nutzholz, Satinholz, das zusammen mit anderen Lagerstroemien-Arten den Handelsnamen Tabek, Bungur oder Pyinma sowie Asian oder Cambodian Satinwood führt. Es wird zum Haus- und Bootsbau verwendet, auch zur Herstellung von Möbeln und Paneelen. Es kann auch zu Schreibpapier verarbeitet werden.
Bekannt ist die Art als Garten- und Parkbaum, aber auch als schattenspendender Straßenbaum in Indien und anderen tropischen Ländern. Auch volksmedizinisch werden Wurzeln, Rinde, Blätter und Samen des Baums eingesetzt.
Aus der Rinde kann ein gelber Farbstoff gewonnen werden.